# 元裕軫
元裕軫（韓語：원유진，1999年1月1日—），韓國女演員。

## 影視作品

### 劇集
| 年份 | 播放平台   | 劇名             | 角色   | 備註 |
| 2023 | U+Mobiletv | 《天黑了》       | 姜藝媛 | 配角 |
| 2024 | KBS2       | 《美女與純情男》 | 曹菲菲 | 配角 |
| 2025 | tvN        | 《初次，為了愛》 | 李智安 | 青年 |

## 外部連結
- 官方网站
- 元裕軫的Instagram帳戶
- 元裕軫在NAVER上的资料
- 元裕軫在Daum上的资料
- 元裕軫在互联网电影资料库（IMDb）上的資料（英文）
- 元裕軫在HanCinema的頁面（英文）